# Belianske Tatry
Die Belianske Tatry sind ein Gebirge im Norden der Slowakei, geomorphologisch ein Teil der Osttatra. Administrativ liegt das Gebirge vollständig im Okres Poprad und ist zwischen den Gemeinden Vysoké Tatry (Katastralgemeinde Tatranská Lomnica), Ždiar und Tatranská Javorina geteilt. Der höchste Punkt ist der Havran mit einer Höhe von 2152 m n.m.

## Bezeichnung
Das Gebirge ist nach der Stadt Spišská Belá (deutsch Zipser Bela), zu der bis 1947 der mittlere und östliche Teil des Gebirges gehörte, benannt. Es trug in der Vergangenheit unterschiedliche Namen. Ältere slowakische Bezeichnungen sind Belanské Tatry, Belanské vrchy, Belanské Alpy, Belské Alpy, Bielske Kvapnikové Alpy, Belanské vápencové Alpy, Ždiarske Tatry und Belské hole. Die Zipser Sachsen nannten den Höhenzug Kalkalpen, Beler Kalkalpen, Beler Tatra oder Beler Gebirge, wobei auch die Schreibweise Béler … (nach der ungarischen Form) angewendet wurde. Alternativ lautete bzw. lautet der erste Teil der Bezeichnung auch Belaer bzw. Bélaer. In den letzten Jahrzehnten ist auch Weiße Tatra häufig verwendet worden, eventuell aufgrund des hellen Gesteins, möglicherweise aber auch in falscher Übersetzung des Wortes Belianske aus dem Slowakischen. Die im Ungarischen und Polnischen gebräuchlichen Namen lauten Bélai-havasok (auch Bélai-mészhavasok, Bélai-mészhegység oder Bélai-Tátra) bzw. Tatry Bielskie.

## Lage und Ausdehnung

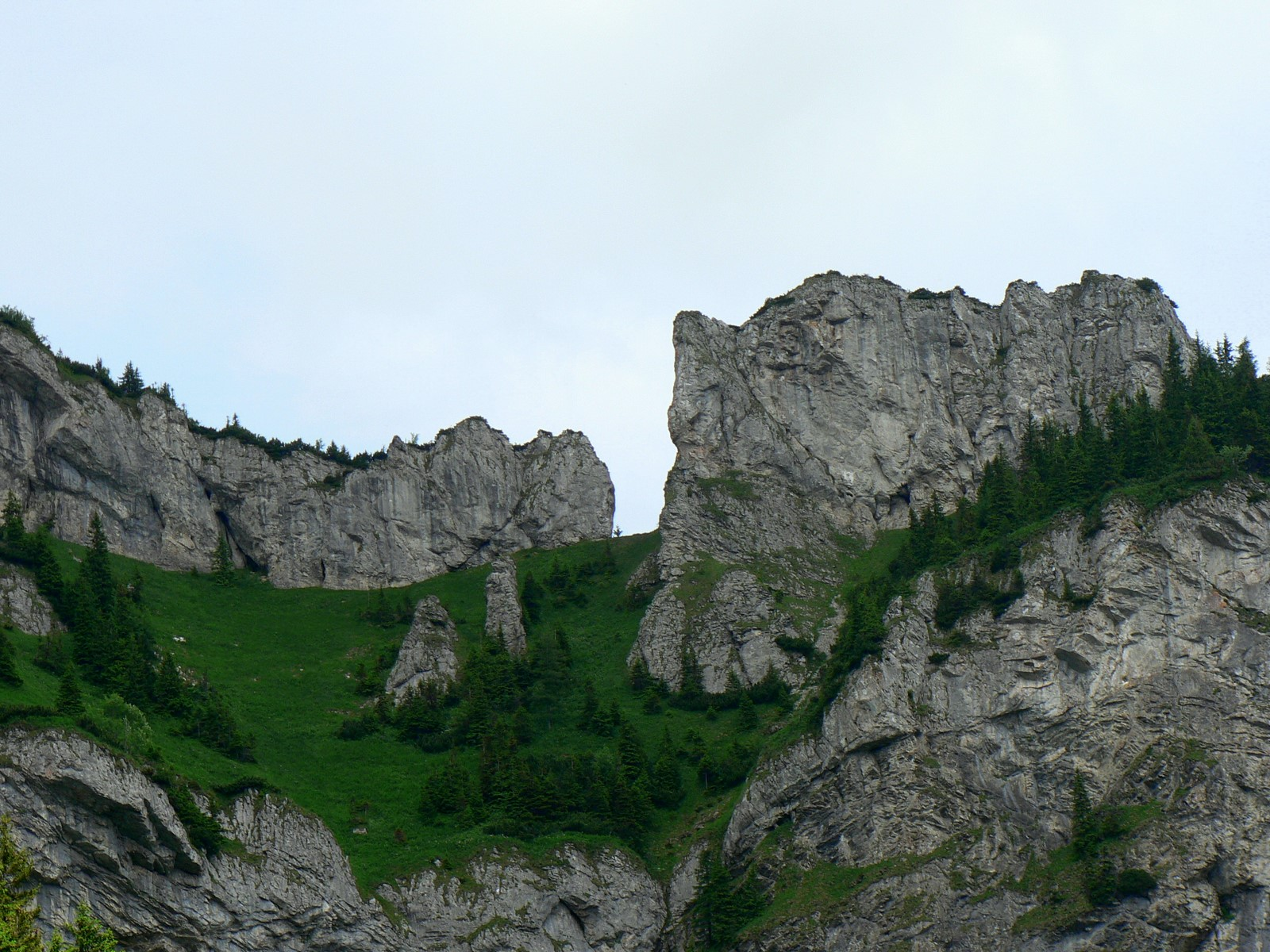
Bresche Skalné vráta (deutsch Eisernes Tor)

Die Belianske Tatry bestehen aus einem 14 km langen Hauptkamm, der ungefähr von Tatranská Javorina im Nordwesten bis Tatranská Kotlina im Südosten verläuft und im Mittelteil fast im rechten Winkel den Hauptkamm der Hohen Tatra trifft. Insgesamt nimmt das Gebirge eine Fläche von 64 km² ein. Begrenzt wird es 
- im Nordwesten von der Senke Podtatranská brázda,
- im Nordosten vom Gebirge Zipser Magura, (pl. Spiska Magura oder Magura, sk Spišská Magura)
- im Osten und Südosten vom Talkessel Podtatranská kotlina,
- im Süden und Südwesten von der Hohen Tatra, über die Täler Dolina Siedmich prameňov, Predné Meďodoly und Zadné Meďodoly.

Über die Bergpässe Kopské sedlo (deutsch Großer Sattel/Kopp-Pass, 1750 m) und Sedlo pod Príslopom (deutsch Morgenröther/Zdjarer Pass, 1077 m) besteht Anschluss an die Hohe Tatra beziehungsweise an die Zipser Magura.

## Charakter
Der in west-östlicher Richtung verlaufende Hauptkamm fällt nach Süden steil ab, wohingegen nach Norden kurze, in tieferen Lagen bewaldete Seitenkämme abzweigen. Trotz etwas tieferen Höhe als in der Hohen Tatra erhebt sich das Gebirge markant über der umliegenden Landschaft, da es fast vollständig durch Täler und Senken umzingelt ist. Im Gegensatz zur Hohen Tatra hat die Gletschertätigkeit in der letzten Eiszeit die Belianske Tatry kaum berührt, somit sind keine Moränen, Felsenschwellen, Terrassen oder auch Bergseen im Gebirge zu finden. Während die Hohe Tatra vor allem aus Granodiorit gebildet ist, dominieren hier verschiedenartige Kalksteine mesozoischen Ursprungs und es handelt sich um das höchste Kalksteingebirge der Slowakei. Darin entstanden Karsterscheinungen, insbesondere Höhlen. Derzeit sind etwa 60 Höhlen und Schluchten bekannt. Auch ist die Flora vielfältiger als in den benachbarten Gebirgen. Ein typischer Vertreter ist das Alpen-Edelweiß.

## Geschichte

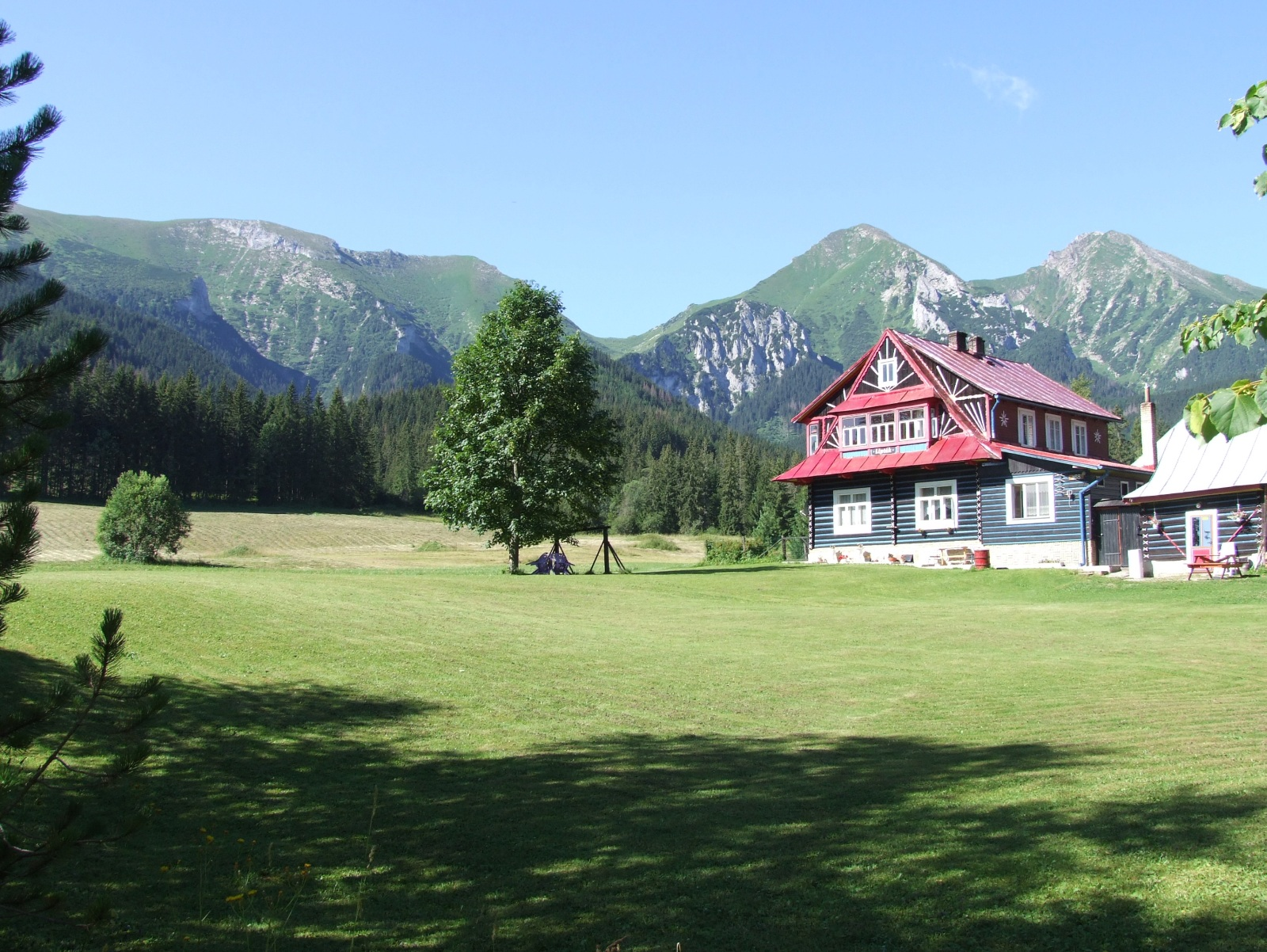
Beginn des Tals Monkova dolina, mit sichtbaren Bergen Hlúpy, Hlásna skala, Ždiarska vidla und Havran (v. l. n. r.)

Im 14. Jahrhundert wurden die Almen der Belianske Tatry als Weidefläche genutzt, vorrangig durch die Stadt Zipser Bela, die bereits 1310 Almwirtschaft im mittleren und östlichen Teil des Gebirges betrieb. Raubschützen jagten gerne Gämsen und Murmeltiere im Gebirge. Aus einem Gerichtsverfahren geht hervor, dass Raubschütze Janek Lysý aus Tatranská Javorina zur Niederlegung von mindestens 300 Gämsen und Murmeltiere gestanden hatte. Die zahlreichen Höhlen lockten Schatzsucher an. Ab dem 17. Jahrhundert entstanden Kohlenmeiler und es wurde in bescheidenem Umfang Bergbau (Kupfererz, Gold) betrieben. Das erste bekannte Opfer der Tatra war Adam Kaltstein, Richter der Stadt Zipser Bela, der um Mitte des 17. Jahrhunderts unweit des Bergs Bujačí vrch (deutsch Stirnberg) starb. Im 18. Jahrhundert sollte Frater Cyprian aus dem Roten Kloster Kräuter im Gebirge sammeln.
Die reiche Flora lockte in den 19. und 20. Jahrhunderten Botaniker, darunter Göran Wahlenberg, aber auch zahlreiche polnische und tschechoslowakische Fachleute, an. Ein Teil des Gebirges gehörte von 1879 bis 1935 zum Jagdrevier des deutschen Fürsten Christian Kraft zu Hohenlohe-Oehringen.
Die örtlichen Flurnamen sind zum größten Teil mundartlichen zipserdeutschen, aber auch polnischen (goralischen) und slowakischen Ursprungs. Die ungarischen Bezeichnungen entstanden erst im Zuge der Magyarisierung im 19. und frühen 20. Jahrhundert. Der größte Teil der slowakischen Flurnamen wurde aber erst nach der Entstehung der Tschechoslowakei geschaffen.

## Tourismus und Naturschutz

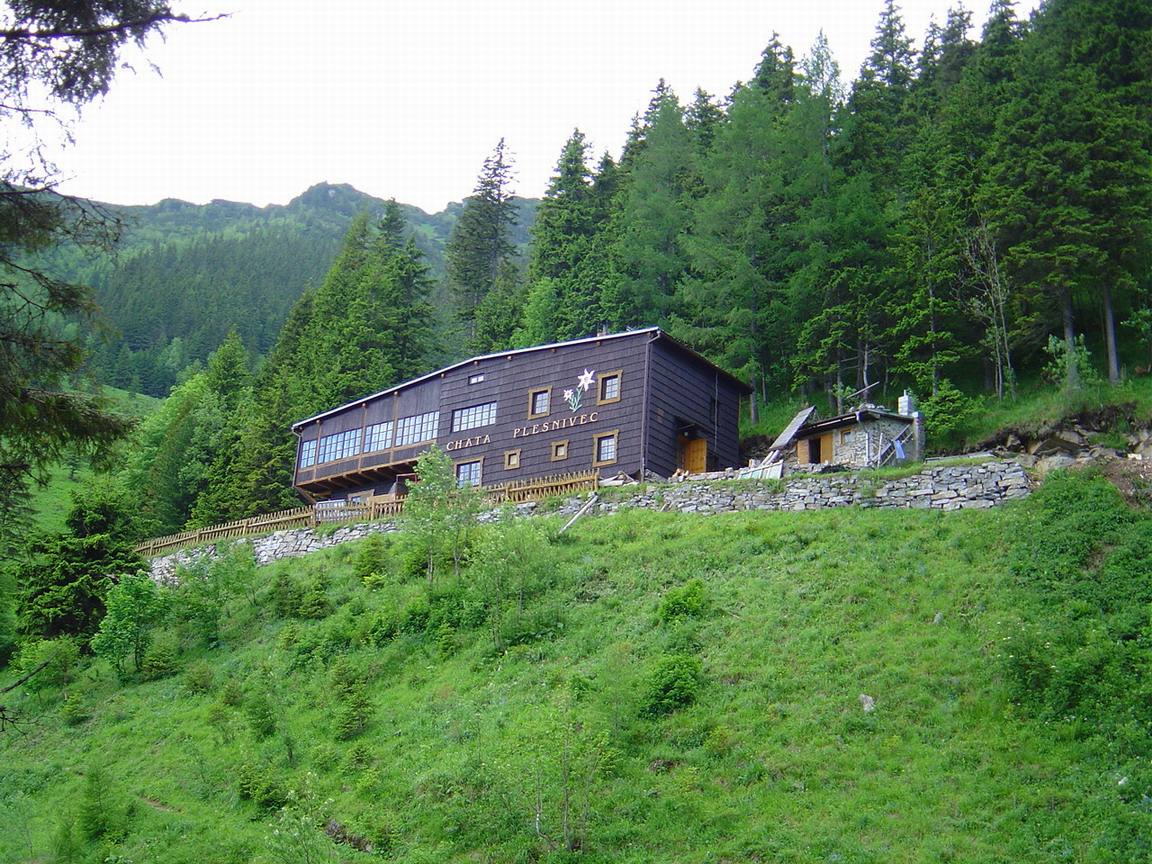
Berghütte Plesnivec

Im Zuge der touristischen Erschließung der nahe gelegenen Hohen Tatra während des 19. Jahrhunderts wurden auch die Belianske Tatry bekannt. Reger Fremdenverkehr setzte jedoch erst nach dem Zweiten Weltkrieg ein. 1949 wurde das Gebirge Teil des neu gegründeten Tatra-Nationalparks (TANAP). Mehrere markierte Wanderwege führten durch das Gebiet, u. a. über den flachen östlichen Teil des Hauptkammes, zuletzt als östlichster Teil der touristischen Wegs Tatranská magistrála. Am 1. Juli 1978 wurde durch die Nationalparkverwaltung der Hauptkamm für Touristen gesperrt, 1980 folgte auch das Tal Monkova dolina. Lediglich am Südhang über die Täler Zadné Meďodoly, Predné Meďodoly und Dolina Siedmich prameňov führten begehbare Wege entlang. 1993 wurde ein Lehrpfad von der Gemeinde Ždiar über das Tal Monkova dolina und den zentral gelegenen Sattel Široké sedlo zum Kopské sedlo wieder freigegeben, allerdings nur im Aufstieg, seit 2009 besteht parallel zu diesem Lehrpfad ein rot markierter, in beiden Richtungen begehbarer Wanderweg. Seit 1997 dient auch die im südöstlichen Teil des Gebirges gelegene Berghütte Chata Plesnivec wieder touristischen Zwecken. Die bekannteste Sehenswürdigkeit der Region ist die bei Tatranská Kotlina befindliche Tropfsteinhöhle Belianska jaskyňa (deutsch Beler Tropfsteinhöhle).

## Bedeutende Erhebungen
| Höhe        | Berg                      | Deutscher Name       |
| ----------- | ------------------------- | -------------------- |
| 2152 m n.m. | Havran                    | Rabenstein           |
| 2142 m n.m. | Ždiarska vidla            | Greiner              |
| 2061 m n.m. | Hlúpy                     | Törichter Gern       |
| 2020 m n.m. | Zadné Jatky               | Hintere Fleischbank  |
| 2012 m n.m. | Predné Jatky oder Košiare | Vordere Fleischbank  |
| 1999 m n.m. | Nový                      | Höhlenberg           |
| 1984 m n.m. | Prostredné Jatky          | Mittlere Fleischbank |
| 1947 m n.m. | Bujačí vrch               | Stirnberg            |
| 1890 m n.m. | Muráň                     | Wandberg             |
| 1835 m n.m. | Belianska kopa            | Durlsberg            |